# Намъка Ханъм чешма
Намъка Ханъм чешма (на гръцки: Kρήνη της Ναμίκα Χανίμ; на турски: Namıka Hanım çeşmesi), позната и като Червената чешма (Κόκκινη Κρήνη), е историческа османска чешма в македонския град Солун, Гърция.

## Местоположение
Чешмата е разположена в Горния град - бившата турска махала, на завой на сегашната улица „Акрополис“, в частта между улиците „Стагира“ и „Ксенократ“.

## Описание
Мраморното лице на чешмата е с две псевдоколони и в горната част има розета, обградена с четири четвърт розети. Отгоре завършва с полукръгъл фронтон с надпис на арабица, който гласи:
| „ | От водата е всичко. Това е чешмата на покойната Намъка Ханъм, внучка на мюфтията Ибрахим бей. Отправете молитва за нейната душа. Година 1328 (1910). | “ |

Името Червената чешма се дължи на цвета на тухлите от двете страни на чешмата. Чешмата е обявена за исторически паметник.